# Хутаг-Ундер
Хутаг-Ундер (монг. Хутаг-Өндөр) — сомон аймака Булган, Монголия.
Центр сомона — населённый пункт Хутаг находится в 150 километрах от города Булган и в 470 километрах от столицы страны — Улан-Батора.
Развита сфера обслуживания, есть школа, больница, различные мастерские.

## География
На территории сомона возвышаются хребты Намнан (2018 метров), Бэрх (1841 метров), Зуун Борхут (1758 метров), Хантай (2171 метров), Бурэн (1954 метров). Между гор расположены долины рек Селенга, Уньт, Харгана, Алтаад, Тулбур, Эг, Баянгол, Айрханы. Есть озёра Айлган и Цагаан. Здесь водятся лисы, волки, медведи, манулы, олени, лоси, косули, соболи, тарбаганы, зайцы; растёт много лечебных трав и ягод.
Климат резко континентальный. Средняя температура января -22-24°С, июня +16°С. Годовая норма осадков составляет 300-450 мм.
Имеются запасы меди, химического и строительного сырья.
В сомоне расположен памятник природы Уран-Тогоо Тулга-Уул.

## Известные уроженцы
- Хатан-Батор Максаржав (1887—1924) — военачальник, премьер-министр.